# コンスタンツ大学
コンスタンツ大学（独: Universität Konstanz、英: University of Konstanz）は、ドイツ、バーデン・ヴュルテンベルク州、コンスタンツにある州立大学。ドイツ九大エリート大学の一つとされている。
1965年にラルフ・ダーレンドルフらをメンバーとする設立委員会が新しい形式の教育・研究方法を取り入れた新しい大学を設立することを目的として組織され、その結果1966年に創立。設立当初はコンスタンツ市街の複数の建物で講義が行われたが、1972年にコンスタンツ市郊外にあるボーデン湖を見下ろす高台の上のキャンパスへと移る。
大学は13の学科からなる。

## 学科構成

### 数学・自然科学セクション
- 生物学科
- 化学科
- 情報科学
- 数学・統計学科
- 物理学科
- 心理学科

### 人文科学セクション
- 歴史・社会学科
- 文学科
- 哲学科
- 言語学科

### 政治・法律・経済学セクション
- 法律学科
- 政治・行政学科
- 経済学科